# Фестиваль національної кухні
"Фестиваль національної кухні" - свято традиційної української кухні та народного мистецтва. Відбувався в вересні у місті Луцьку з 2012 по 2018 рік. Починався фестиваль під назвою "Фестиваль вареників", але у 2015 його було переформатовано і додано концепцію всіх українських національних страв. 
Організатор : Громадська організація "Волфест".

## Особливості фестивалю
В рамках фестивалю відбувалось  різноманітні конкурси та вікторини, майстер-класи з приготування українських страв від відомих кулінарів, змагання серед закладів харчування на кращі страви, ярмарок ужитково-прикладного мистецтва, «Свято молока», «Свято хліба», козацькі розваги, та святкова концертна програма за участі відомих артистів та творчих колективів.
На фестивалі представлені різноманітні українські страви від кращих виробників та закладів харчування. В різні роки тут пригощали такими стравами: борщ, вареники, деруни, сирники, куліш, банош, бограч, голубці, галушки, волинський перемазанець, ковбаси. І все це під смачні українські наливки.    

## Рекорди фестивалю
Щороку фестиваль встановлював рекорди з масового безкоштовного частування українськими стравами, а саме: 1000  порцій вареників, 2000 порцій свіжозвареного борщу, 50 кілограмовий торт та інше.    
На фестивалі виступали відомі артисти і творчі колективи :Волинський народний хор, ансамбль "Радість", ансамбль "Волиняночка", гурт "Моторрола", гурт "Флайза" та інші. В рамках фестивалю відбувались чемпіонати серед українських богатирів.

## Фото фестивалю

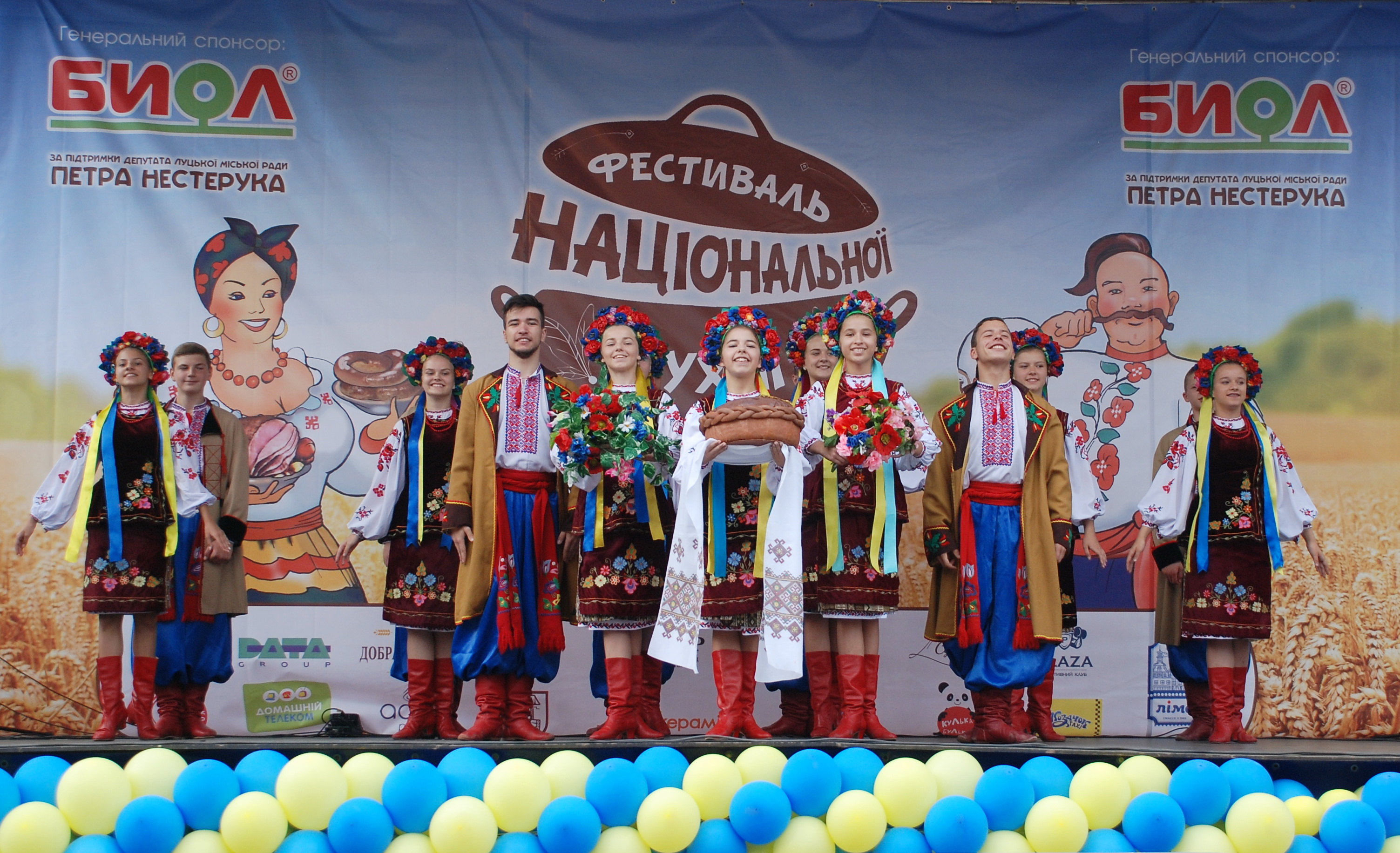
Ансамбль Радість на фестивалі кухні
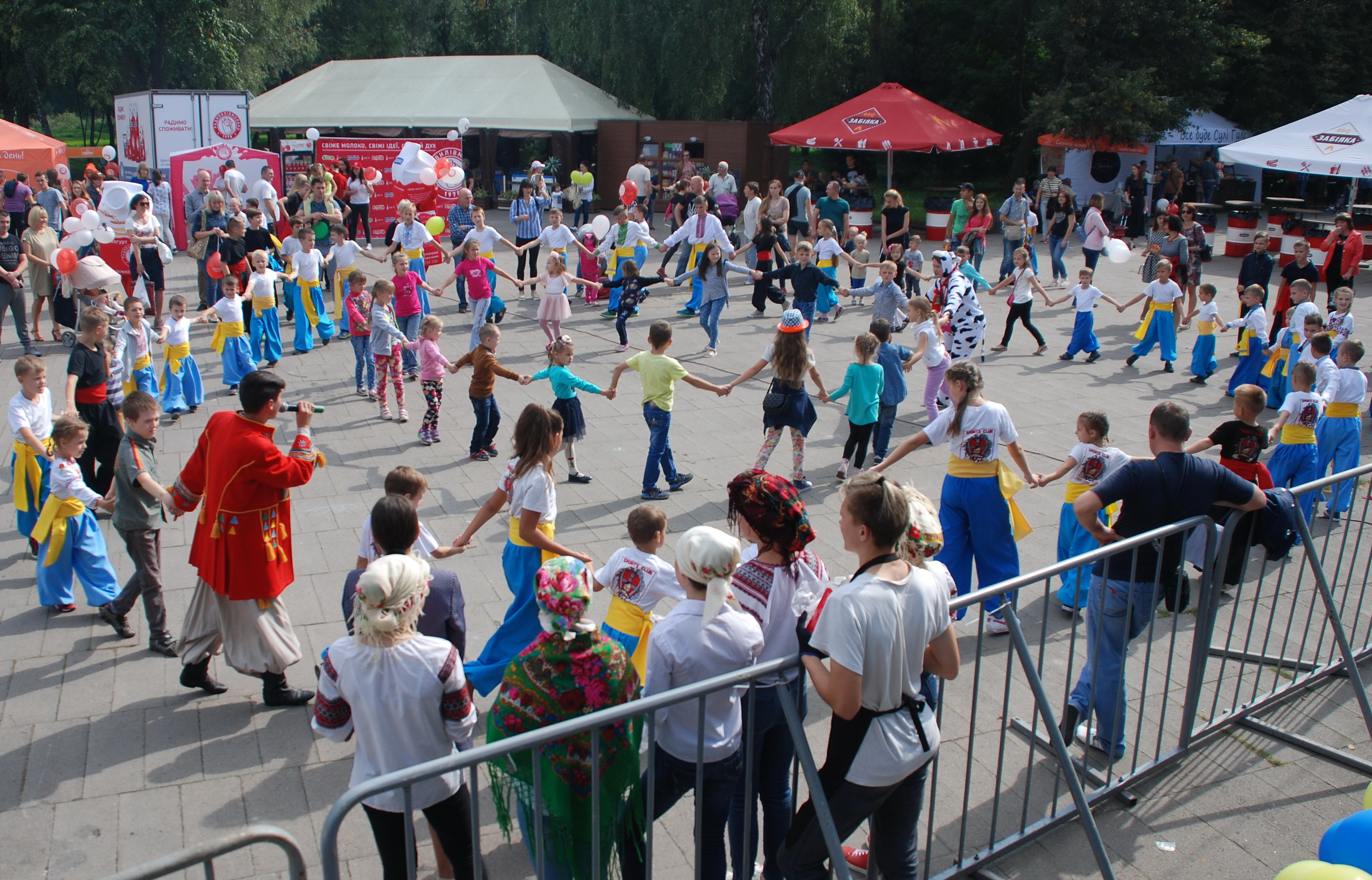
Дитяче свято на фестивалі кухні
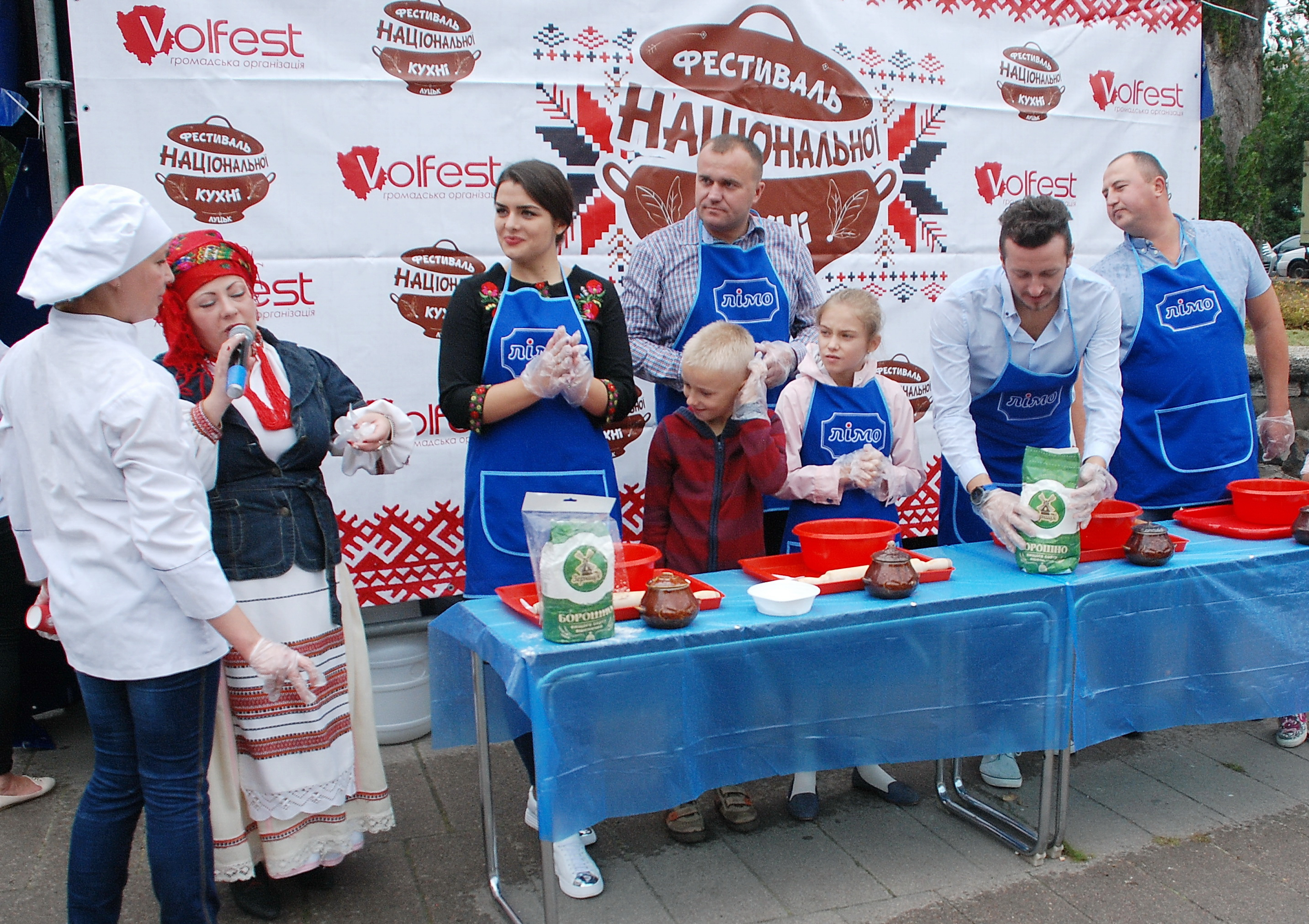
Майстер клас з ліплення вареників
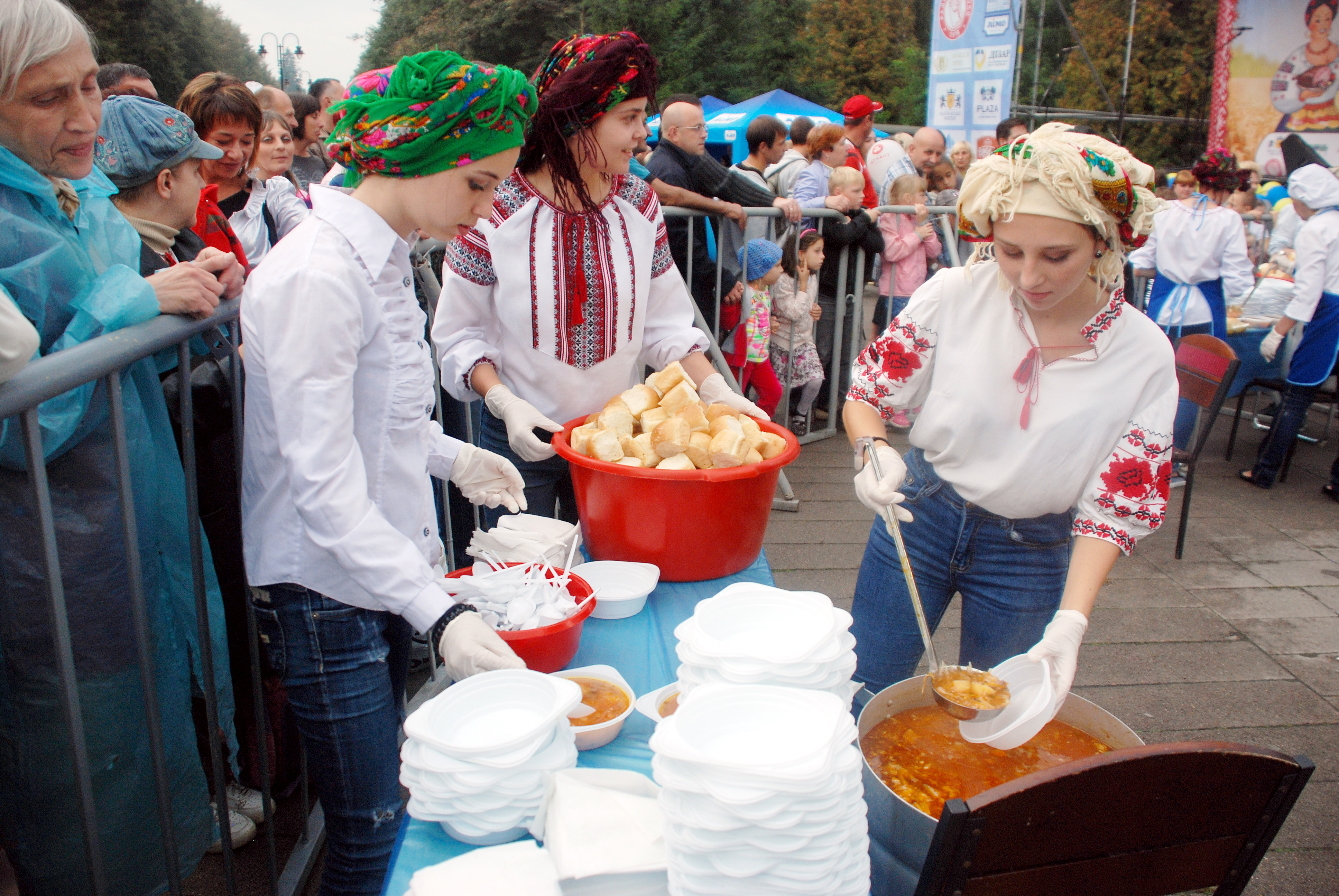
Частування українським борщем
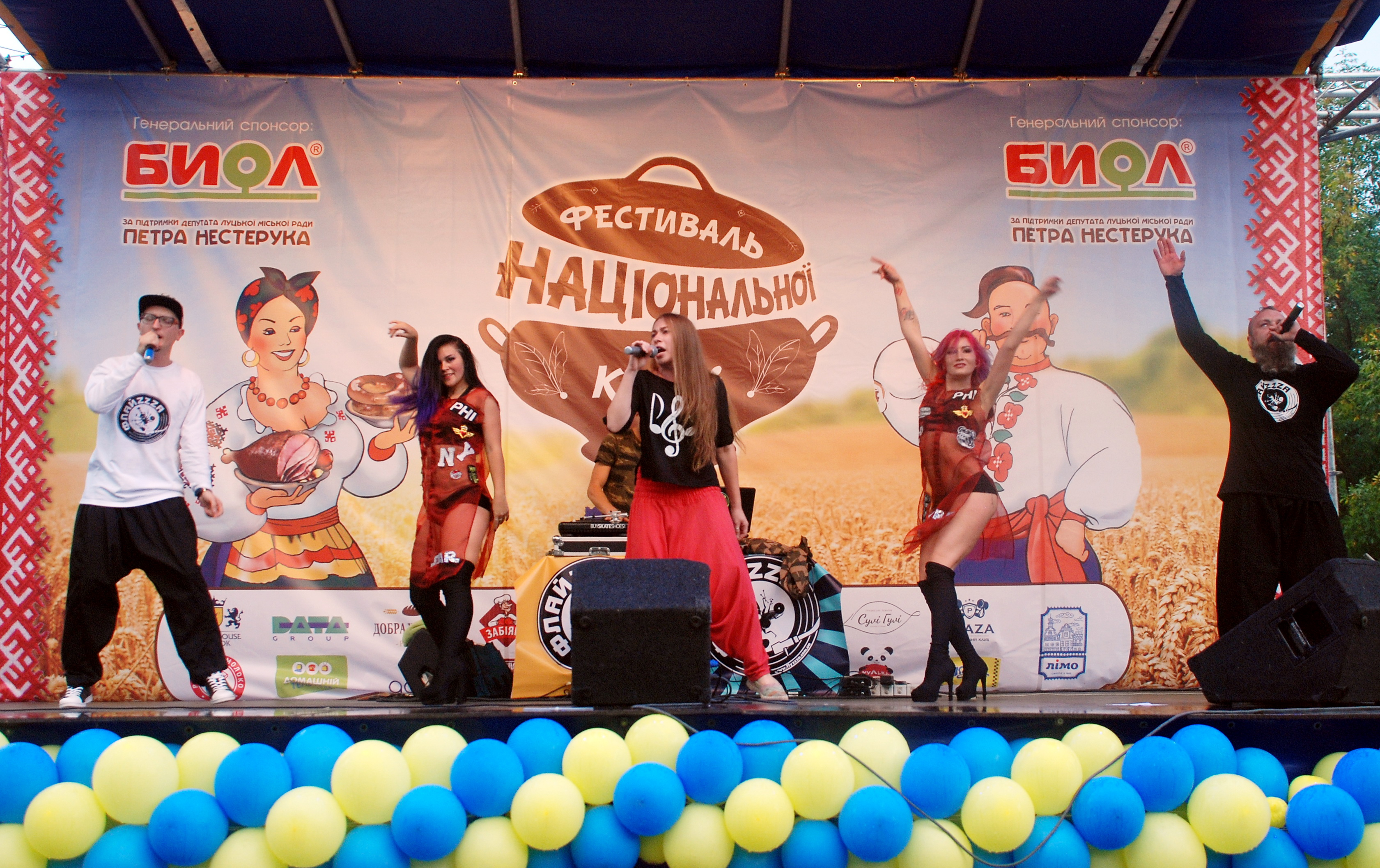
Гурт Флайза на фестивалі кухні